# 什克林
50°34′23″N 25°0′6″E / 50.57306°N 25.00167°E

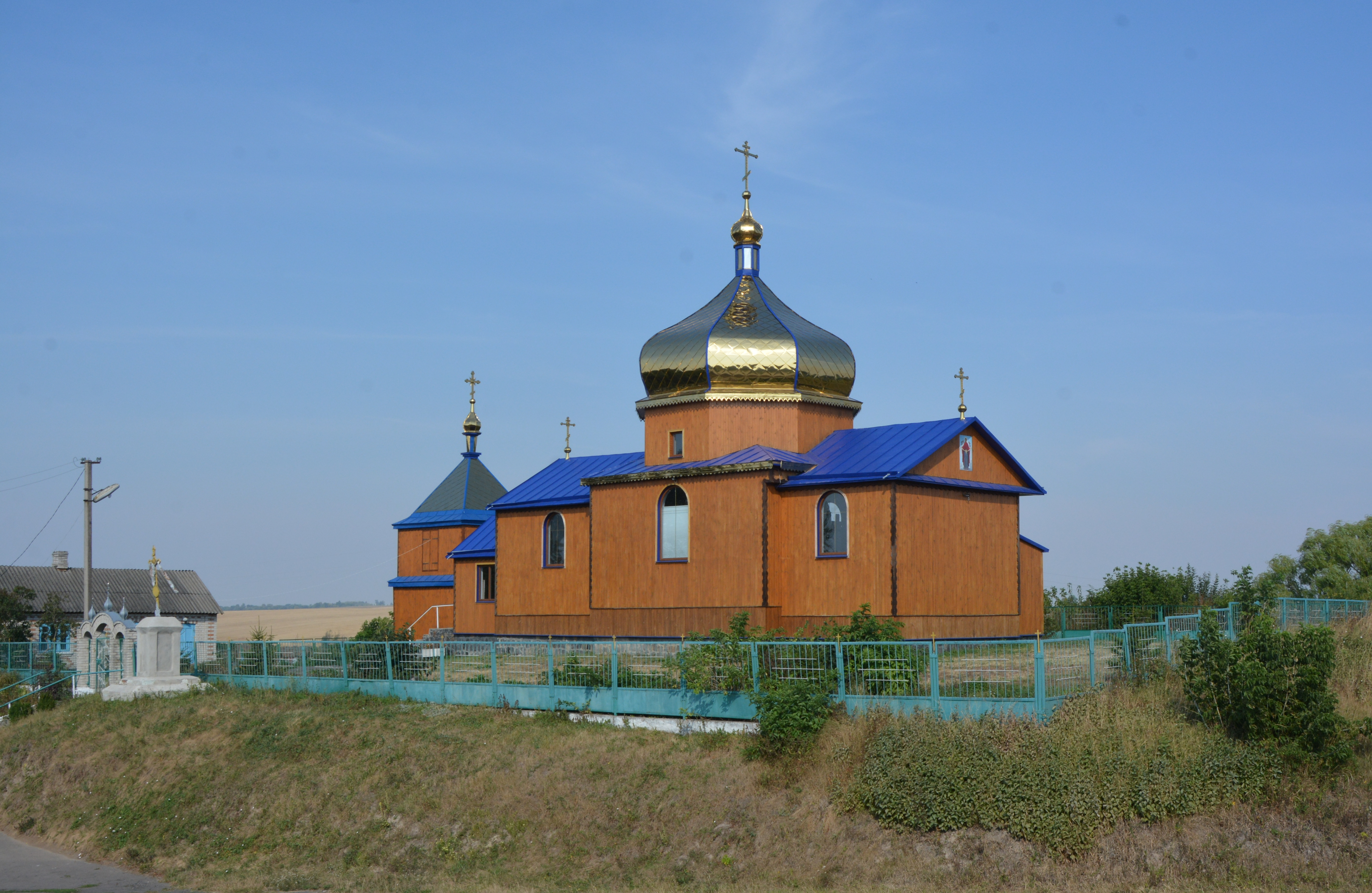

什克林（羅馬化：Shklyn）是烏克蘭西部沃倫州盧茨克區霍羅迪謝市鎮的村莊，始建於1445年，面積14.23平方公里，海拔高度215米，2001年人口843，2025年人口850，人口密度每平方公里59.7人。